# Żyły powierzchowne kończyny dolnej

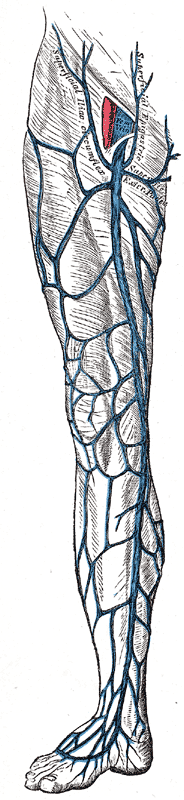
Żyły powierzchowne kończyny dolnej

Żyły powierzchowne kończyny dolnej – w anatomii człowieka naczynia żylne zbierające krew ze struktur powierzchownych kończyny dolnej takich jak skóra, tkanka łączna, podściółka tłuszczowa oraz węzły chłonne powierzchowne i uchodzące do żył głębokich kończyny dolnej.
Żyły powierzchowne kończyny dolnej tworzą w tkance podskórnej sieć o dużych okach z dużą liczbą zastawek. W sieci tej można wyróżnić większe pnie żylne, licznymi zespoleniami połączone z żyłami głębokimi. Żyły powierzchowne kończyny dolnej towarzyszą naczyniom chłonnym oraz nerwom natomiast na ogół nie towarzyszą tętnicom.

## Elementy składowe sieci
- Żyły powierzchowne stopy
  - strona podeszwowa
    - sieć opuszkowa
    - żyły podeszwowe palców (venae digitales plantares)
    - łuk żylny podeszwowy skórny (arcus venosus plantaris)
    - żyły międzygłowowe (venae intercapitales)

  - strona grzbietowa
    - sieć podpaznokciowa
    - żyły grzbietowe palców (venae digitales dorsales)
    - żyły międzygłowowe (venae intercapitales)
    - żyły grzbietowe śródstopia (venae metatarsales dorsales)
    - łuk żylny grzbietowy stopy (arcus venosus dorsalis pedis)

  - żyły podeszwowe stopy
    - sieć żylna podeszwowa (rete venosum plantare)

  - żyły grzbietowe stopy
    - sieć żylna grzbietowa (rete venosum dorsale)
    - żyła brzeżna przyśrodkowa (vena marginalis medialis)
    - żyła brzeżna boczna (vena marginalis lateralis)
    - sieć żylna piętowa (rete venosum calcaneum)
- Żyły powierzchowne podudzia i uda
  - żyła odpiszczelowa (vena saphena magna)[a]
    - dopływy na  stopie
      - żyły powierzchowne wychodzące z sieci grzbietowej stopy
      - żyły powierzchowne wychodzące z przyśrodkowej okolicy piętowej

    - dopływy na goleni
      - żyły powierzchowne z powierzchni przednio-przyśrodkowej goleni
      - żyły odżywcze piszczeli
      - żyły przeszywające mięśniowe

    - dopływy na udzie
      - żyła odpiszczelowa dodatkowa (vena saphena accesoria)

  - żyła odstrzałkowa (vena saphena parva)
    - dopływy na  stopie
      - żyły powierzchowne brzegu powierzchownego stopy
      - sieć żylna piętowa (rete venosum calcaneum)

    - dopływy na goleni
    - żyły powierzchowne strony tylnobocznej goleni
    - żyła udowo-podkolanowa (vena femoropoplitea)

## Zespolenia
- pomiędzy żyłą odpiszczelową a żyłą odstrzałkową
- z żyłami głębokimi kończyny dolnej

## Zastawki
Żyły powierzchowne kończyny dolnej posiadają parzyste zastawki rozrzucone wzdłuż całej długości naczynia. Żyła odpiszczelowa posiada średnio 12 par zastawek w tym 1 parę ujściową.

## Cechy wspólne żyły odpiszczelowej i żyły odstrzałkowej
- położenie napowięziowe na początku i podpowięziowe na końcu
- początek na obu brzegach stopy
- geneza z połączenia żył brzeżnych i żyłami powierzchownymi podeszwy
- odcinek końcowy w kształcie łuku oraz bańkowatego uwypuklenia
- przebieg razem z gałęziami nerwowymi
- wyposażenie w zastawki